# Minna Haapkylä
Minna-Maria Erika Haapkylä (née le 10 juin 1973 à Helsinki) est une actrice et productrice finlandaise.

## Biographie
Minna Haapkylä a fréquenté l'école primaire et le lycée franco-finlandais d'Helsinki.
Elle complète ensuite ses études universitaires à l'École supérieure de théâtre d'Helsinki de 1993 à 1997 et au Conservatoire national supérieur d'art dramatique de Paris de 1994 à 1996.
Minna Haapkylä a été rattaché au Théâtre municipal de Lahti (fi) en 1998-1999.
Elle s'est également produite au Théâtre national de Finlande, au Théâtre suédois et au Lilla Teatern, entre autres.
En 2013, elle commence à étudier la production cinématographique et télévisuelle à l'Université Aalto.

## Filmographie

### Actrice de films
| Année | Film / Téléfilm           | Rôle                       |
| ----- | ------------------------- | -------------------------- |
| 1995  | Suolaista ja makeaa       | laulutrion jäsen           |
| 1997  | Maraton                   | Tuula                      |
| 1997  | Kettutytöt                | Anna                       |
| 1999  | Rakkaudella, Maire        | Kirsi-Mari Aarniala        |
| 2000  | Rakas isä, rakas äiti     | äiti                       |
| 2000  | Nainen kadulla            | Ada                        |
| 2001  | Onnenpeli 2001            | Reetta                     |
| 2001  | Epäilyksen varjo          | Arja Renko                 |
| 2002  | Kuutamolla                | Iiris Vaara                |
| 2003  | Helmiä ja sikoja          | tuotantosihteeri           |
| 2004  | Lapsia ja aikuisia        | Venla                      |
| 2005  | FC Venus                  | Anna                       |
| 2006  | Selon Charlie             | Nora                       |
| 2006  | Le Serpent                | Hélène                     |
| 2007  | Joulutarina               | Kristiina                  |
| 2007  | Raja 1918                 | Maaria Eleonoora Lintu     |
| 2008  | Erottamattomat            | Eve                        |
| 2009  | Älä ruoki lamaa           |                            |
| 2009  | Kuulustelu                | Kerttu Nuorteva            |
| 2010  | Svinalängorna             | Helmi                      |
| 2012  | Vares – Uhkapelimerkki    | Sole Sulavesi              |
| 2013  | Luciferin viimeinen elämä | Laura / Lou Andreas-Salomé |
| 2014  | Kristuksen morsian        | Meiju                      |
| 2014  | Ruotsalainen hetki        | Sonja                      |
| 2015  | Armi elää!                | Armi Ratia / Maria         |
| 2015  | Häiriötekijä              | Liina                      |
| 2015  | Kääntöpaikka              | äiti                       |
| 2017  | Kuudes kerta              | Kaisa                      |
| 2018  | Tyhjiö                    | Pihlan ystävä              |
| 2019  | Elvis & Onerva            | Elviksen äiti              |
| 2020  | Eden                      | Kristiina                  |
| 2022  | Kupla                     | Tupu                       |

### Actrice de séries télévisées
| Année     | Série                        | Rôle            |
| --------- | ---------------------------- | --------------- |
| 1997      | Kadonnut näky                |                 |
| 1999      | Jäähyväiset ilman kyyneleitä | Virpi Hiekkala  |
| 2000–2002 | Hovimäki                     | Ester Lindhof   |
| 2002      | Hämmentäjien kuningas        |                 |
| 2002      | Kylmäverisesti sinun         | Tiina Kortela   |
| 2003      | Rikospoliisi Maria Kallio    | Maria Kallio    |
| 2008      | Harvoin tarjolla             | Chrisse Lassila |
| 2020      | Karppi                       | Routa           |
| 2021      | Kioski                       | äiti            |
| 2022      | Made in Finland              | Lahja Leino     |
| 2025      | Queen of Fucking Everything  | Anna            |

### Productrice
| Nom                         | Type            | Année | Réf.  |
| --------------------------- | --------------- | ----- | ----- |
| Kioski                      | série télévisée | 2021  |       |
| Munkkivuori                 | série télévisée | 2021  |       |
| Made in Finland             | série télévisée | 2022  | [ 2 ] |
| MC Helper beKINGs           | film            | 2022  | [ 3 ] |
| Kupla                       | film            | 2022  |       |
| Queen of Fucking Everything | série télévisée | 2025  | [ 4 ] |

## Prix et reconnaissance
Minna Haapkylä a remporté le prix Jussi à deux reprises au cours de sa carrière : de la meilleure actrice dans un second rôle dans le film Rakkaudella Maire en 1999 et de la meilleure actrice principale dans le film Kuulustelu en 2009.
En 2002, elle a remporté le Dauphin d'or de la meilleure actrice principale du le film Kuutamolla au Festival international du film de Tróia.

## Galerie

Série Hovimäki, Minna Haapkylä incarne la fille d'Ester Anna et Marc Gassot incarne Carl Magnus Lindhof.
Série Hovimäki, Oskari Katajisto, joue Erik Löwenstierna, avec Minna Haapkylä,